# Exorista fortis
Exorista fortis là một loài ruồi trong họ Tachinidae.